# J.C. Lillie
Joseph Christian Lillie (født 20. marts 1760 i København, død 29. januar 1827 i Lübeck) var en dansk-tysk arkitekt.
Joseph Lillies fader, Friedrich Lillie fra Lauenborg, blev 1756 mester i Københavns Snedkerlav. Sønnen gennemgik Kunstakademiet og vandt 1774-75 dets sølvmedaljer, 1777 dets lille guldmedalje og 1779 dets store. 1783 blev han informator i Akademiets bygningsklasse, og da snedkerlavet i begyndelsen af 1784 ville hindre ham i at drive det snedkerværksted, hans kort før afdøde moder som enke havde fortsat efter sin mand, stod Akademiet ham trolig bi. Som den, der havde vundet dets store præmie og nu taget borgerskab som snedkermester, blev han af Kancelliet erkendt for at have alle lavsrettigheder uden at gøre mesterstykke. Det var dog væsentlig på en anden måde, at han fik indflydelse på den danske møbeltilvirkning. Efter Harsdorffs anbefaling blev han 1784 inspektør og designer ved Det kongelige Møbelmagasin. Han blev tillige brugt til indretning af gemakker på Christiansborg Slot og på lignende måde af en række private, for eksempel ved indretningen af Brede og Liselunds Norske hus. 1790 udnævntes han til hofdekoratør. Han vedblev imidlertid ikke at være velset af Akademiet, der 1787 dadlede ham for forsømmelighed som lærer og ikke ville tilstå ham noget rejsestipendium. Han søgte også forgæves i 1788 om at blive stadsbygmester i København.
I 1798/1799 drog han til Lübeck efter sin anden fallit, her fik han arbejde hos sin ven C.F. Hansen. Senere blev han selvstændig arkitekt i Holsten, hvor han opnåede at blive stadsarkitekt i Lübeck fra 1813.

## Galleri
- Gudow slot ca. 1830